# Euproctis apatela
Euproctis apatela är en fjärilsart som beskrevs av Willie Horace Thomas Tams 1930. Euproctis apatela ingår i släktet Euproctis och familjen tofsspinnare. Inga underarter finns listade i Catalogue of Life.